# 塔里忽
塔里忽（英文轉寫：Taliqu，？—1309年），是蒙古帝国察合台汗国第十一代大汗，察合台玄孙，不里孙子，合答海之子。1308年，察合台汗宽阇去世后，塔里忽夺取了汗位。他信奉伊斯兰教，并在蒙古人中极力传播。但都哇系对这个外家族成员表示反对，1308或1309年在一次宴会上都哇的幼子怯别将其暗杀。